# Radoslav Rogina
Radoslav Rogina (ur. 3 marca 1979 w Varaždinie) – chorwacki kolarz szosowy, zawodnik profesjonalnej grupy Adria Mobil, czterokrotny mistrz Chorwacji, triumfator Tour de Slovénie w 2013 roku.

## Najważniejsze osiągnięcia
- 2003
  -  1. miejsce w mistrzostwach Chorwacji (start wspólny)
  -  1. miejsce w mistrzostwach Chorwacji (jazda ind. na czas)
  - 2. miejsce w Tour de l’Avenir
- 2005
  - 2. miejsce w Tour de Slovénie
- 2007
  - 1. miejsce w Tour of Croatia
  - 1. miejsce w GP Schwarzwald
  - 3. miejsce w Paris–Corrèze
- 2008
  - 1. miejsce na 2. etapie Tour de Slovénie
  - 1. miejsce na 2. i 4. etapie Tour de Serbie
- 2009
  -  1. miejsce w mistrzostwach Chorwacji (start wspólny)
  - 4. miejsce w Tour of Qinghai Lake
- 2010
  -  1. miejsce w mistrzostwach Chorwacji (start wspólny)
  - 2. miejsce w Tour of Qinghai Lake
    - 1. miejsce na 1. etapie

  - 1. miejsce na 2. etapie Tour du Maroc
- 2011
  - 2. miejsce w Tour de Slovénie
- 2012
  - 1. miejsce na 4. etapie Szlakiem Grodów Piastowskich
- 2013
  - 1. miejsce w Tour de Slovénie
    - 1. miejsce na 3. etapie

  - 1. miejsce w GP Sencur
  - 2. miejsce w mistrzostwach Chorwacji (start wspólny)
  - 2. miejsce w Istrian Spring Trophy
  - 2. miejsce w Settimana Ciclistica Lombarda
- 2014
  -  1. miejsce w mistrzostwach Chorwacji (start wspólny)
- 1. miejsce w Sibiu Cycling Tour
  - 1. miejsce na 1. etapie